# NGC 6775
NGC 6775 је група звезда у сазвежђу Орао која се налази на NGC листи објеката дубоког неба.
Деклинација објекта је - 0° 55' 58" а ректасцензија 19h 16m 42,0s. Привидна величина (магнитуда) објекта NGC 6775 износи 12,7.